# Tratado de Prohibición Completa de los Ensayos Nucleares
| En el anexo 2: firmado y ratificado En el anexo 2: sólo firmado En el anexo 2: no firmado | Fuera del anexo 2: firmado y ratificado Fuera del anexo 2: sólo firmado Fuera del anexo 2: no firmado |

Participación en el Tratado de Prohibición Completa de los Ensayos Nucleares:
En el anexo 2: firmado y ratificado
En el anexo 2: sólo firmado
En el anexo 2: no firmado
Fuera del anexo 2: firmado y ratificado
Fuera del anexo 2: sólo firmado
Fuera del anexo 2: no firmado

El Tratado de Prohibición Completa de los Ensayos Nucleares (TPCE, o CTBT por sus siglas en inglés de Comprehensive Nuclear-Test-Ban Treaty) es un tratado internacional, firmado por primera vez el 10 de septiembre de 1996, que prohíbe la realización de ensayos nucleares en y por los países firmantes.

## Estatus
El tratado se abrió para su firma en Nueva York el 24 de septiembre de 1996, cuando fue firmado por 71 estados, incluyendo cinco de los ocho con capacidad nuclear. Actualmente, el TPCEN ha sido firmado por 185 países de un total de 196, y ratificado por 169. El 16 de enero de 2007 se completó la ratificación del tratado por todos los países de Europa, con la ratificación de Moldavia.
Tanto India como Pakistán, ambas potencias nucleares confirmadas, se han negado a firmar el tratado, al igual que tampoco firmaron el Tratado de No Proliferación Nuclear (NPT). Tampoco lo ha hecho la República Popular Democrática de Corea del Norte, que sí firmó el NPT. India realizó su primer test nuclear en 1974, mientras que Pakistán lo hizo en 1998, en respuesta a otro test Indio. Por su lado, Corea del Norte anunció haber realizado una explosión nuclear subterránea el 9 de octubre de 2006. La detección de ondas sísmicas y de trazas de radiactividad no permitieron descartar la veracidad de tal afirmación, si bien la escasa potencia de la detonación podría ser indicativo de un fallo en dicha prueba. Corea del Norte llevó a cabo un segundo ensayo nuclear el 25 de mayo de 2009. Los datos sísmicos indicaron una explosión bajo tierra inusualmente grande. La explosión se produjo a pocos kilómetros de distancia de la detonación de 2006. En 2009 un mayor número de estaciones sísmicas detectaron la detonación. Esto fue debido a que la potencia fue mayor pero también a que había más estaciones operativas. Dos horas después de la prueba, la Comisión Preparatoria para la Organización del Tratado de Prohibición Completa de los Ensayos Nucleares (OTPCE) mandó los datos a los Estados miembros. La información también ayudó a localizar la explosión. En 2009 el área estimada cubría 264 km², frente a los 880 km² de 2006.
El tratado entrará en vigor 180 días después de que los 44 estados que se indican en el Anexo 2 del tratado lo hayan ratificado. De ellos, ocho aún no lo han hecho, incluyendo dos estados nucleares bajo el Tratado de No Proliferación Nuclear (los Estados Unidos y la República Popular de China), así como los cuatro estados nucleares que se encuentran fuera del NPT (India, Pakistán, Israel y Corea del Norte).
En la actualidad veintisiete países aún no han ratificado el tratado, y de ellos, once ni siquiera lo han firmado.
Motivada por las tensiones derivadas de la Invasión rusa de Ucrania, Rusia anuncia la salida del tratado.

## Obligaciones
(Artículo 1)
1. Cada Estado Parte se ha comprometido a no realizar ninguna explosión de ensayo de armas nucleares o cualquier otra explosión nuclear y a prohibir y prevenir cualquier explosión nuclear de esta índole en cualquier lugar sometido a su jurisdicción o control.
2. Cada Estado Parte se compromete asimismo a no causar ni alentar la realización de cualquier explosión de ensayo de armas nucleares o de cualquier otra explosión nuclear, ni a participar de cualquier modo en ella.

## Historia
El 16 de julio de 1945, se realizó el primer ensayo nuclear de la historia por los Estados Unidos en Alamogordo, Nuevo México. Desde entonces, se han registrado más de 50 explosiones nucleares.
Los partidarios del control de armas comenzaron su campaña a favor de la adopción de un tratado que prohibiera toda explosión nuclear desde los primeros años de la década de los 50, cuando la preocupación pública sobre estos temas aumentó como resultado de la lluvia radiactiva procedente de los ensayos nucleares atmosféricos y la escalada en la guerra armamentística.
El primer ministro indio, Nehru, reflejó la preocupación internacional existente cuando, en 1954, propuso la eliminación de toda prueba de explosiones nucleares a lo largo del globo. Sin embargo, dentro del contexto de la Guerra Fría, el escepticismo existente en la capacidad de verificar el cumplimiento de un posible tratado que prohibiera completamente los ensayos de explosiones nucleares constituyó el mayor obstáculo en la firma de cualquier acuerdo.

### Tratado Antártico (Antarctic Treaty), 1959
Originado en un momento de cooperación entre los dos rivales de la Guerra Fría, los Estados Unidos y la Unión Soviética, el Tratado Antártico entró en vigor el 23 de junio de 1961, después de que se abriera para su firma el 1 de diciembre de 1959. Este tratado obligaba a los estados firmantes a abstenerse de llevar a cabo “cualquier medida de naturaleza militar, incluido el ensayo de cualquier tipo de arma”[cita requerida], (entre las que se incluyen las nucleares) en la Antártida, y prohíbe el almacenamiento en dicho lugar de material radiactivo de desecho.

### Tratado de Prohibición Parcial de Ensayos Nucleares (Partial Test Ban Treaty), 1963
Tras la crisis de los misiles cubanos, el incremento de la presión pública en contra de los ensayos nucleares debido a sus implicaciones para la salud, el medio ambiente y la seguridad global, así como la preocupación por la e
el Tratado de Prohibición Parcial de Ensayos Nucleares (TPPEN) por parte de los Estados Unidos, el Reino Unido y la Unión Soviética el 5 de agosto de 1963. Este tratado prohibía los ensayos nucleares en la atmósfera, bajo el agua y en el espacio. Sin embargo, ni China ni Francia (ambas potencias nucleares) firmaron el tratado, y continuaron haciendo pruebas nucleares en la atmósfera hasta 1980 y 1974 respectivamente.
A pesar de tener un éxito limitado en el intento de prohibir completamente los ensayos nucleares, constituyó un importante paso adelante para la creación definitiva del TPCEN.

### Tratado de No Proliferación Nuclear (Nuclear Non-proliferation Treaty), 1968
La firma del Tratado de No Proliferación Nuclear en 1968 supuso otro gran paso adelante. Bajo este tratado, se prohíbe a los estados no nucleares la posesión, manufactura o adquisición de la forma que sea de armas nucleares, mientras que los estados nucleares —Estados Unidos, Reino Unido, Francia, Rusia y China, los únicos estados nucleares en el momento de la firma del tratado— se comprometen a no transferir tecnología sobre armas nucleares a otros países no nucleares. El objetivo final del tratado es alcanzar un desarme nuclear total.

### Negociaciones para el TPCEN, 1993
Dada la situación política que prevaleció durante las siguientes décadas no se consiguió avanzar demasiado hacia el desarme nuclear hasta 1991. Dicho año los miembros signatarios del TPPEN apoyaron una conferencia de enmienda de dicho tratado para discutir la propuesta de convertirlo en un instrumento que prohibiera cualquier ensayo nuclear. En 1993, con el apoyo de la Asamblea General de las Naciones Unidas, comenzaron las negociaciones para la creación de un tratado que prohibiera totalmente los ensayos nucleares.
Uno de los temas más importantes de la negociación fueron las prioridades que cada país tenía respecto al tratado. Los países pertenecientes al Movimiento de Países No Alineados (NAM) estaban muy preocupados con la proliferación vertical (producción de más y más bombas y la mejora de la tecnología nuclear), mientras que los poderes nucleares se centraban más en la proliferación horizontal (producción de bombas nucleares por más y más países).

### Adopción del TPCEN, 1996
Durante los siguientes tres años se realizaron intensos esfuerzos en la redacción del texto y sus dos anexos. Sin embargo, la Conferencia de Desarme, donde se estaban llevando a cabo las negociaciones, no consiguió alcanzar un consenso en la adopción del texto, debido fundamentalmente a la oposición de India. Finalmente Australia envió el texto a la Asamblea General de las Naciones Unidas, en Nueva York, donde se presentó a votación. El 10 de septiembre de 1996 la Asamblea aprobó el texto con 158 votos a favor, tres en contra (el Reino de Bután, India y Libia) y cinco abstenciones (Cuba, la República de Mauricio, Siria, el Líbano y Tanzania).
El 24 de septiembre de 1996 se abría el Tratado de Prohibición Completa de los Ensayos Nucleares para su firma. Ese mismo día las cinco potencias nucleares del NPT, así como otros 66 países más firmaron el tratado. En la actualidad el TPCEN ha sido firmado por 178 países de un total de 195, y ratificado por 144. Entre los países que han firmado, pero no ratificado el tratado se encuentran los Estados Unidos, y China.

## Cumplimiento del TPCEN
El organismo encargado de vigilar el cumplimiento del TPCEN es la Comisión Preparatoria para la Organización del Tratado de Prohibición Completa de los Ensayos Nucleares o CTBTO (de sus siglas en inglés, Comprehensive Test Ban Treaty Organization). Esta organización, sita en Viena, Austria, fue creada el 19 de noviembre de 1996 y su misión es comprobar que no se produzcan ensayos nucleares por parte de los Estados miembros. Para ello cuenta con el Sistema Internacional de Vigilancia o IMS (de Internacional Monitoring System), que consiste en una red de sensores repartidos por todo el mundo capaces de detectar los efectos producidos por una explosión nuclear, el Centro Internacional de Datos o IDC (de International Data Centre), que se encarga de recoger y analizar los datos procedentes del IMS y enviar los resultados a los países miembros, y un equipo de Inspección In Situ u OSI (de On-Site Inspection), que se encarga de recoger información directamente de aquellos lugares sospechosos de haber sido objeto de un ensayo nuclear, verificando si realmente dicho ensayo ha tenido lugar.
La red de sensores del Sistema Internacional de Vigilancia comprende sensores sísmicos, hidroacústicos, de infrasonidos y de radioisótopos. Cuenta con 321 estaciones localizadas por todo el globo, además de 16 laboratorios de radioisótopos, de los cuales un 70% ya se encuentra operativo. Los datos tomados por esta red de sensores son enviados al IDC, en Viena, para su posterior tratamiento y análisis. Cuando se registran datos que sugieren una posible detonación nuclear se envía un equipo de Inspección In Situ para que investigue sobre el terreno y compruebe si realmente se produjo la explosión. Las Inspecciones In Situ sólo se podrán llevar a cabo una vez que el tratado haya entrado en vigor.